# Ruscus streptophyllus
Ruscus streptophyllus es una especie de planta de espárragos descrita por Peter Frederick Yeo. Ruscus streptophyllus es parte del género Ruscus y de la familia Asparagaceae. No hay subespecies incluidas en el Catálogo de la Vida.